# Église Saint-Georges de Saint-Georges-sur-Eure
L'église Saint-Georges est une église située à Saint-Georges-sur-Eure dans le département français d'Eure-et-Loir.

## Une histoire de plus de1 700ans
C'est au IVe siècle qu'un oratoire en l'honneur de saint Georges, martyrisé vers l'an 303, fut édifié. Deux siècles plus tard, une chapelle remplaçant l'oratoire fut construite par les moines de l'abbaye Saint-Père-en-Vallée à Chartres. Cette abbaye était située derrière l'église Saint-Pierre, sur l'actuel emplacement du lycée Marceau.
Au cours du XIIIe siècle, entre 1250 et 1270, la chapelle fait place à une église. La paroisse - qui deviendra plus tard la commune - de Saint-Georges est constituée et devient le chef-lieu d'une seigneurie du chapitre de Chartres. L'église figea son architecture, telle que nous la connaissons aujourd'hui, au XVIe siècle vers 1500, lors de son agrandissement par la construction du collatéral Sud. Ses fenêtres sont encore gothiques, avec des arcs brisés et traceries flamboyantes, mais les voûtes en plein-cintre ont déjà formes de la Renaissance.

## Un portail classé au patrimoine
L'église de Saint-Georges-sur-Eure se caractérise principalement par une absence d'homogénéité architecturale, résultat d'une construction échelonnée en plusieurs tranches et à plusieurs époques. Une architecture ogivale a toutefois tendance à se démarquer, mais sans vraiment de caractère très net.
L'ensemble de la construction de forme rectangulaire (33 mètres sur 15,50 mètres) est composé de pierres de grisons pour les piliers et de silex, vraisemblablement trouvés sur le territoire de la commune, pour le bâti des côtés nord et est. Le côté nord donnant sur l'actuel presbytère. Les côtés sud et ouest, représentés respectivement par la porte latérale (sud) et par la grande porte principale (ouest), sont construits en pierre de taille provenant des carrières de Berchères.
La porte latérale, édifiée vers l'an 1542, est classée par les Beaux-Arts. Cette dernière est composée de plusieurs sculptures, dont un saint Georges à cheval terrassant le dragon. Le classement de cette porte au patrimoine des Beaux-Arts impose actuellement un respect de certaines règles de construction et de rénovation dans un rayon de 500 mètres autour de l'église.
Le côté sud, outre sa porte classée, mérite une attention toute particulière car très peu d'églises sont construites sur ce modèle. En effet, chaque vitrail est surmonté d'un pignon orné de fleurons et de gargouilles. Ces pignons sont au nombre de quatre.
Le collatéral Sud de l’église Saint-Georges de Saint-Georges-sur-Eure est inscrit au titre des monuments historiques par arrêté du 13 juillet 1926.
La visite intérieure de la bâtisse fait ressortir deux parties de styles et d'époques différents. La première, et la plus haute, est la grande nef datant du XIIIe siècle, constituée d'une voûte en berceau, lambrissée et soutenue par de grosses poutres en chêne. La seconde partie, plus basse, est la nef latérale, construite au XIVe siècle et surmontée d'une voûte d'ogives. De nombreux éléments à l'intérieur de cette église méritent un petit coup d’œil, comme la statue en bois de saint Georges terrassant le dragon. Notons également la présence, au fond de l'église, d'un orgue plutôt imposant dont la vocation première n'est pas la musique, mais la décoration. En effet, cet orgue est tout simplement... factice.

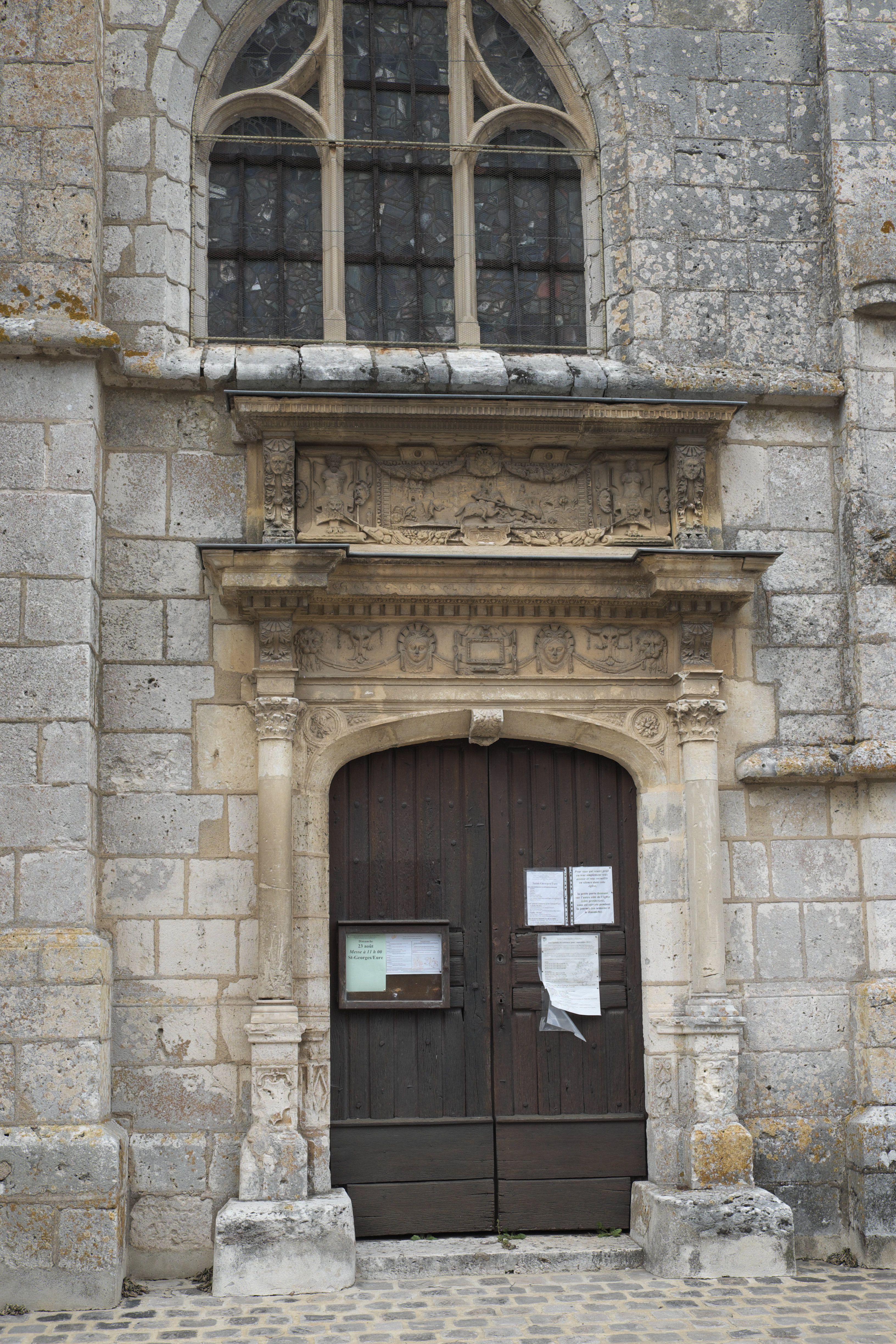
Portail sud.
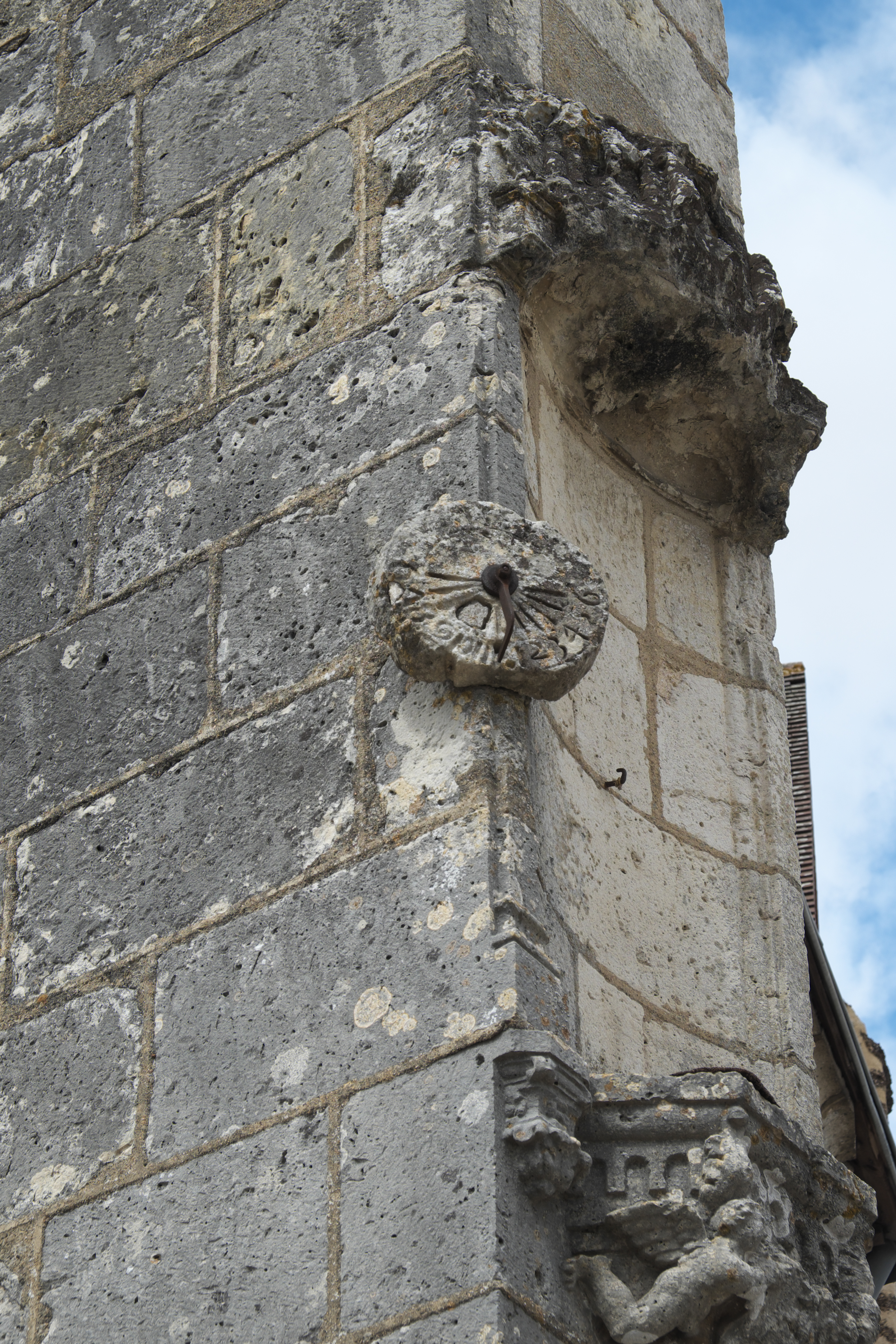
Cadran solaire.
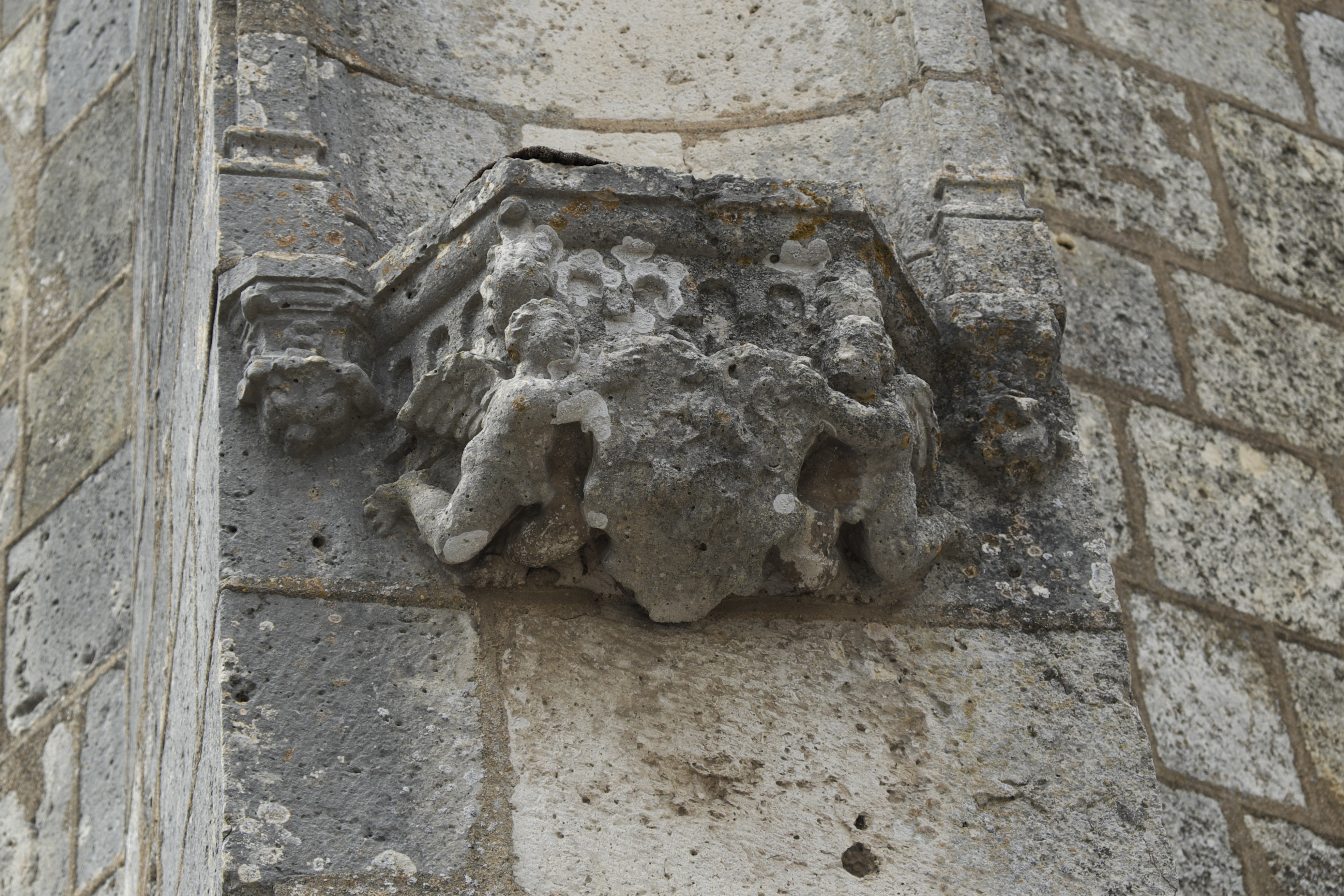
Modillon avec anges et cartouche blasonné.

## Le clocher
L'actuel clocher, qui n'est pas l'original, a été construit en 1927 afin de remplacer l'ancien qui était dans un état de délabrement complet. L'ancien clocher comportait une horloge à un seul cadran. L'actuel clocher, comme l'ancien, repose sur une tour du XVIe siècle qui n'a jamais été achevée.
La place ceinturant aujourd'hui l'église et la salle des fêtes fut, jusqu'en 1920, la localisation du cimetière communal avant que ce dernier ne soit déplacé vers son emplacement actuel.
Depuis 2013, date des travaux de rénovation des abords de l'église, il est désormais possible de faire le tour complet de l'église et de se promener dans l'ancien jardin du presbytère, devenu public.

## Les vitraux
Comme à Saint-Hilaire de Mainvilliers ou à Saint-Nicolas de Brezolles, les créations de trois générations de Lorin sont représentées : y figurent les signatures de la veuve du fondateur Nicolas Lorin, de Charles Lorin, leur fils, et de François Lorin, fils de Charles et petit-fils du fondateur.
En 1893, les ateliers Lorin, alors dirigés par Marie Françoise Dian, veuve de Nicolas Lorin, signe trois vitraux du collatéral nord, les baies n° 3, 7 et 9. Les trois autres baies de ce bas-côté, les n° 1, 5 et 11, sont de facture identique et proviennent très probablement de la même époque et des mêmes ateliers.
En 1930, Charles Lorin crée en association avec Gabriel Loire la baie n° 14, puis, en 1936, la baie n° 10.
Enfin, en 1950, François Lorin réalise la baie n° 8.

### Chœur
Verrière n° 4. Arbre de Jessé. Début XVIe . XXe siècle.
Composition. 3 lancettes trilobées ; tympan à 5 ajours. Hauteur : 4 m ; largeur : 2 m.
Lancette centrale. Roi XVIe siècle, au milieu de la vitrerie losangée XXe siècle. Ce fragment appartenait à l’Arbre de Jessé, dont le marquis Charles d’Alvimare de Feuquières soulignait le mauvais état en 1889. Hauteur : 20 cm ; largeur : 15 cm.

Fragments photographiés par Lucien Roy en 1913.
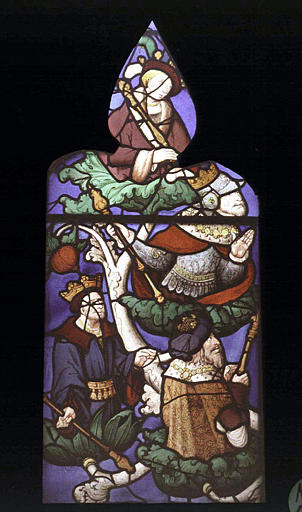
Verrière 4, fragment.
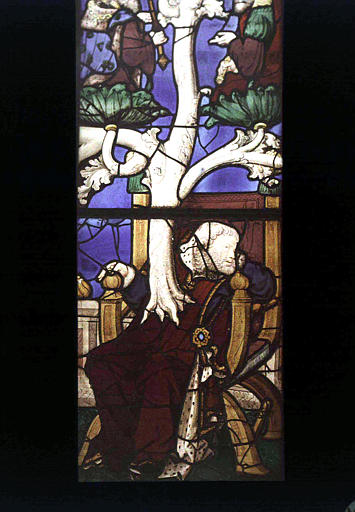
Verrière 4, fragment.
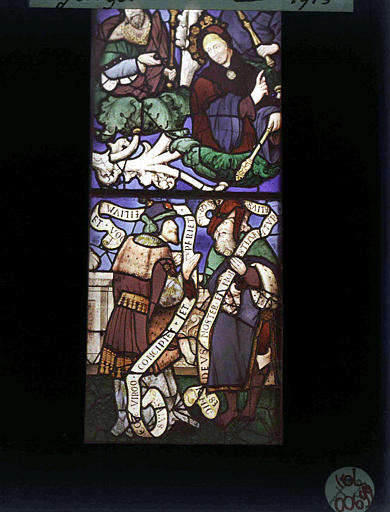
Fragment non identifié.

### Bas-côtés nord et sud

Vitraux de l'église Saint-Georges
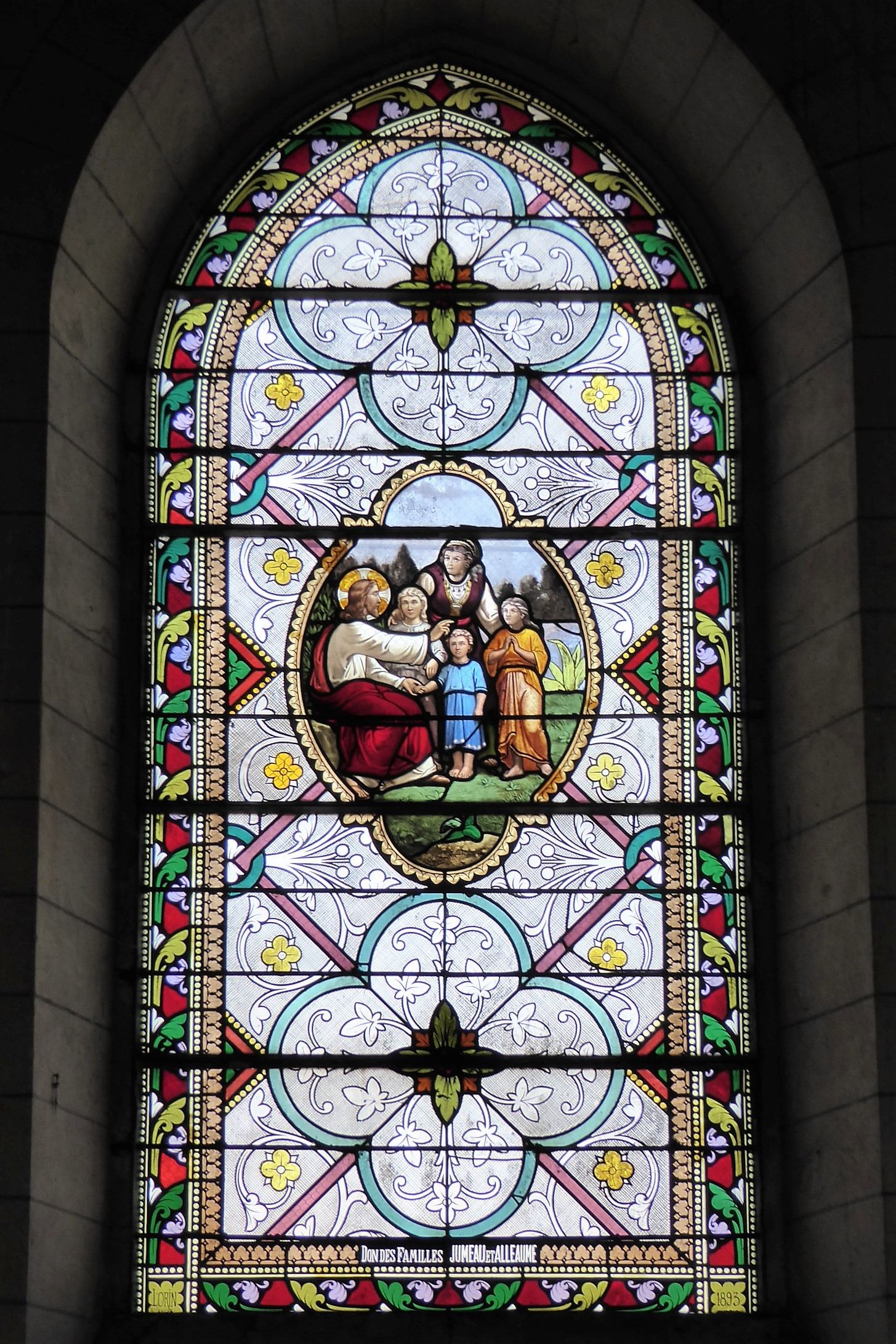
Baie 3 Jésus et les petits enfants « Lorin 1893 ».
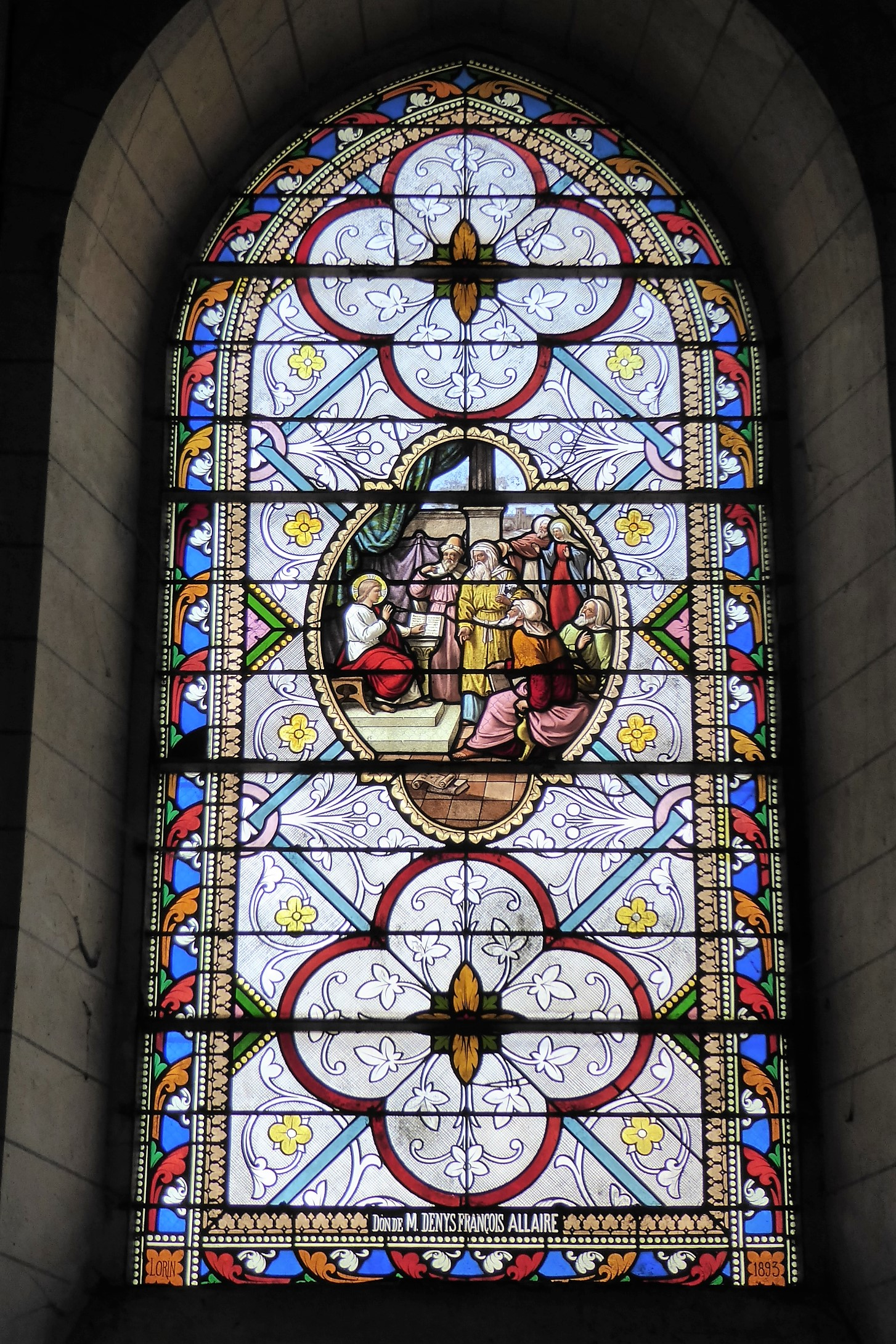
Baie 7 Jésus et les docteurs de la foi « Lorin 1893 »
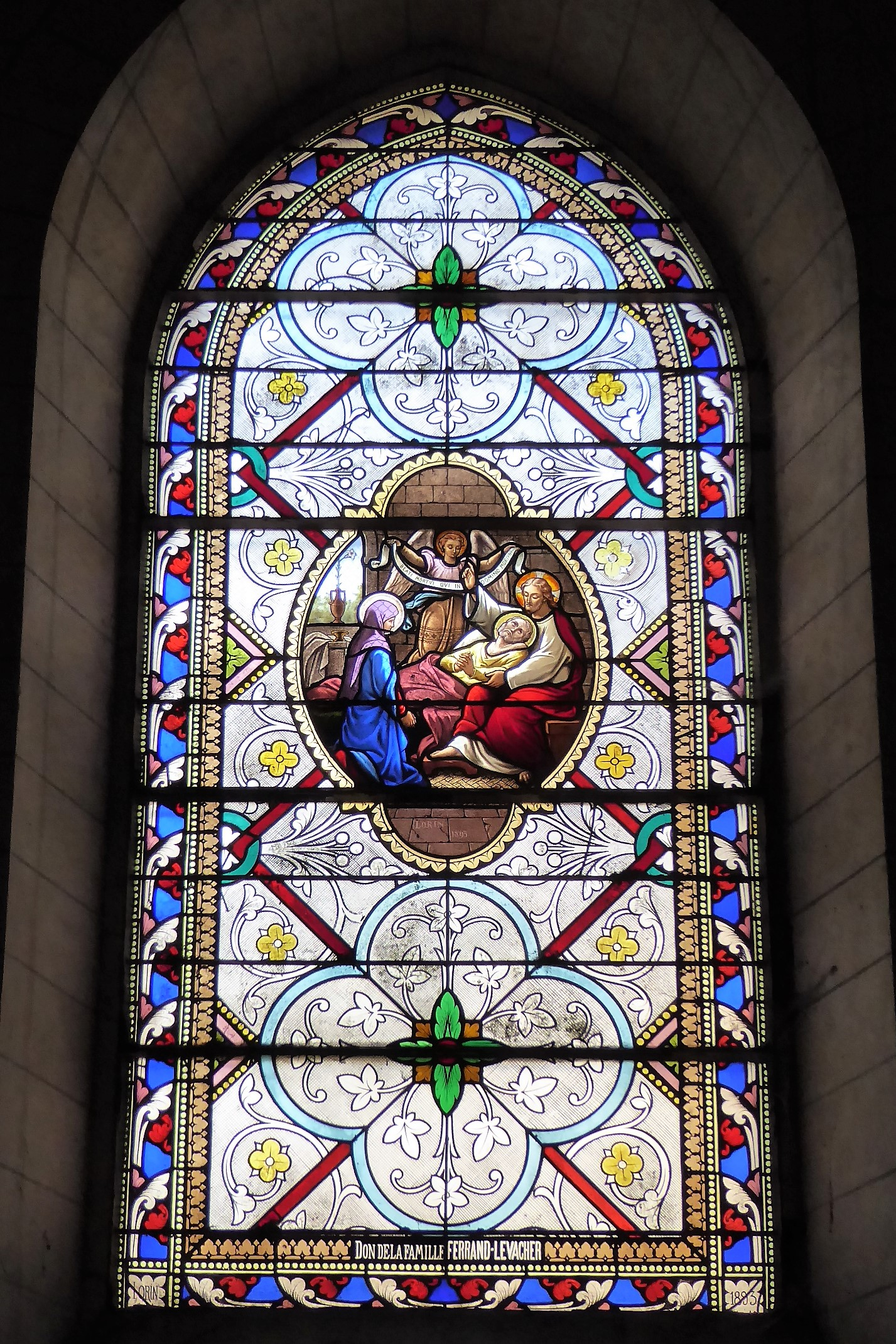
Baie 11 La mort de Joseph « Lorin 1893 ».
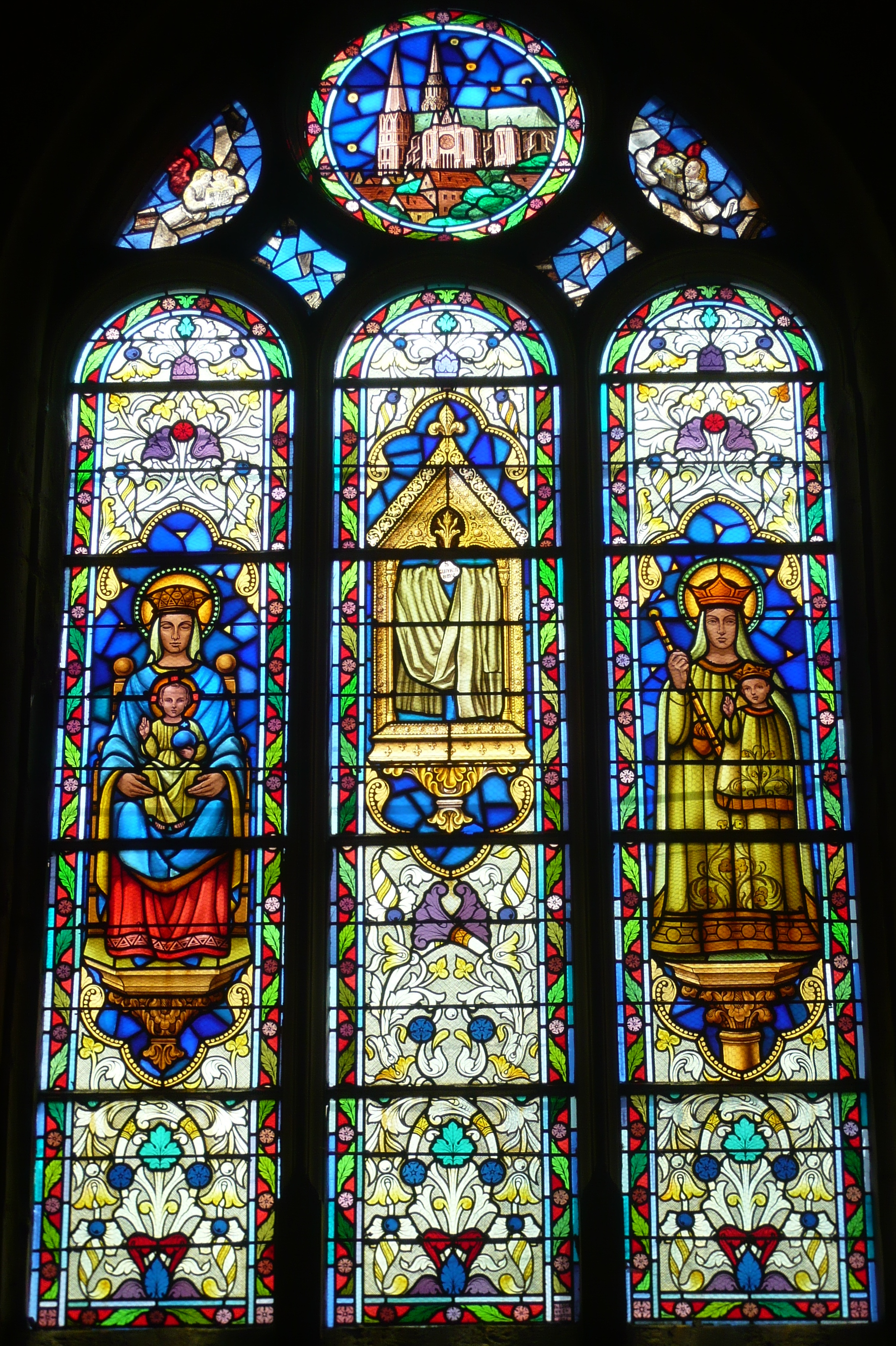
Baie 10 Signature « Ch. Lorin et Cie Chartres 1936 ». La cathédrale Notre-Dame de Chartres en médaillon.
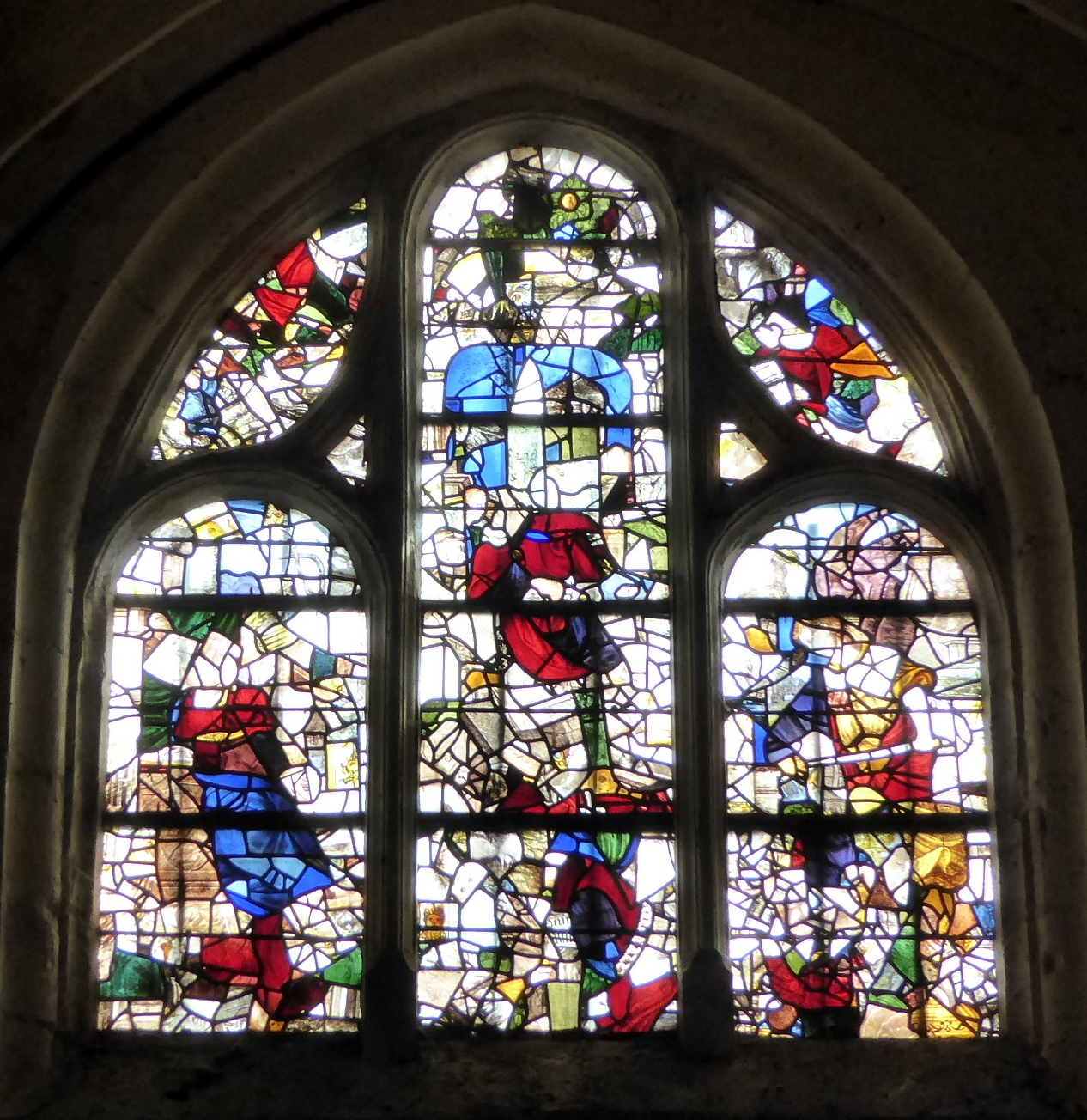
Baie 12 Début XVIe . XXe siècle. Composition : 3 lancettes plein cintre, tympan à 2 ajours. Hauteur : 2,50 m, largeur : 2,10 m. Fragments : bordures, architecture, têtes, partie d’un saint portant une épée, début XVIe siècle.
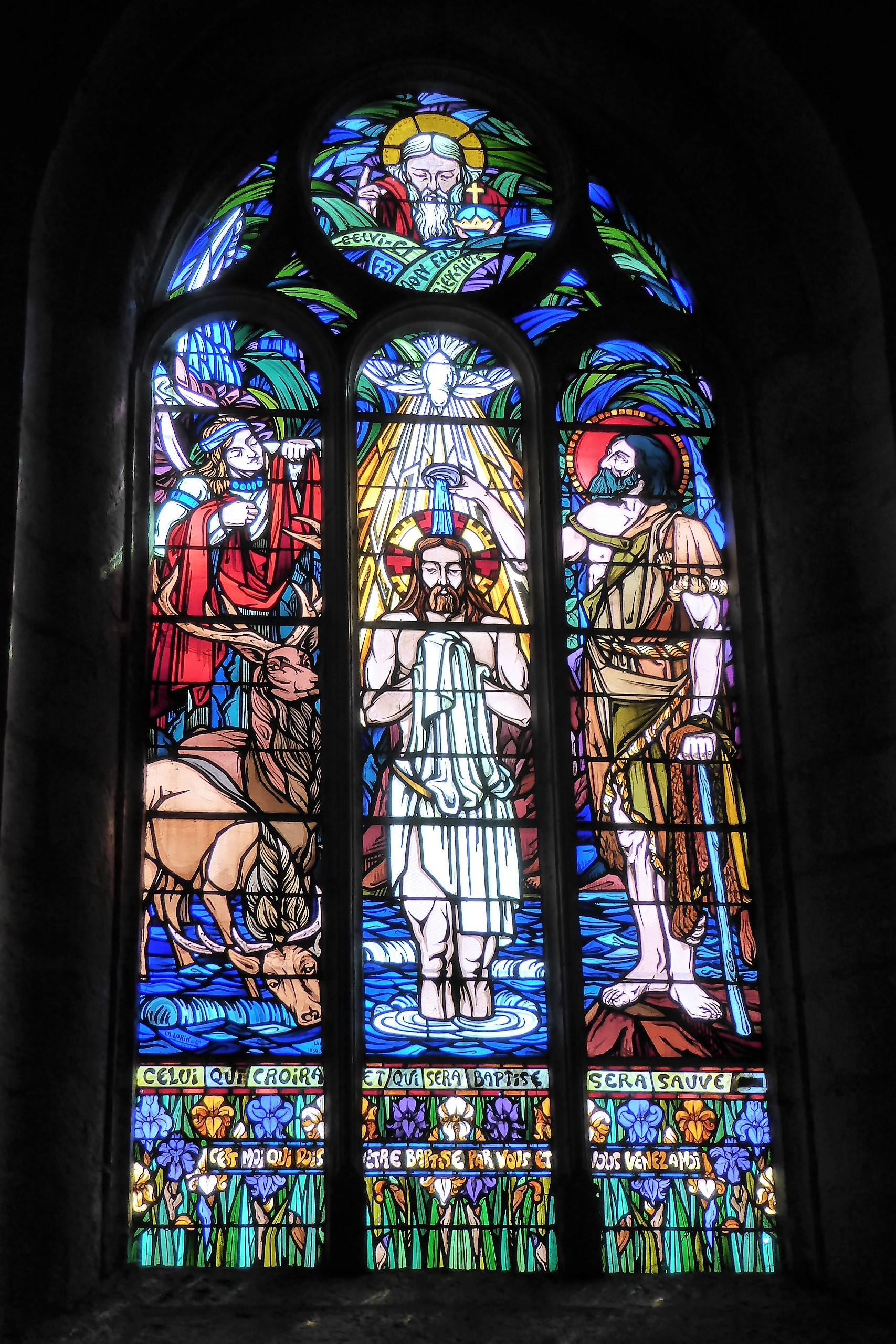
Baie 14 Signature « Ch. Lorin et Cie Chartres Loi(re) 1930 », le baptême de Jésus.

## Paroisse et doyenné
L'église Saint-Georges de Saint-Georges-sur-Eure fait partie de la paroisse La Bonne-Nouvelle en Val de l'Eure, rattachée au doyenné des Forêts.